# VI. Níkmepa
VI. Níkmepa (vagy Niqmepa) Ugarit királya az i. e. 14. század végén, vagy az i. e. 14–13. század fordulóján. II. Níkmaddu fia, de kettőjük között uralkodott még II. Arhalba, Níkmaddu másik fia is. Utódjának, III. Ammistamrunak apja. II. Murszilisz uralkodásának 9, Horemheb 18. évében foglalta el trónját.
Níkmepa úgy került hatalomra, hogy bátyja fellázadt a hettiták ellen, de súlyos vereséget szenvedett. Nem tudni, hogy Arhalba is meghalt-e a csatában, mert a források szerint Níkmepa megegyezés, illetve döntés alapján foglalta el a trónt. A hettita források szerint II. Murszilisz szövetségese, amely támogatás viszonzásaképp a hattuszaszi király megerősítette az I. Szuppiluliumasz és II. Níkmaddu között korábban megkötött szerződést. Ebben Murszilisz garantálta Ugarit határait.
A határszerződés összhangban van az amurrúi Duppi-Tesubbal kötött szerződésekkel, valószínűleg Amurru és Ugarit között éles határviták voltak korábban, amit egy amorita hercegnő, talán Bentesina testvére (Ahat-Milku) házassága simított el. A II. Murszilisz által létrehozott föníciai béke végül Níkmepa fia, III. Ammistamru és Bentesina leányának házasságával véglegesülni látszott, mindaddig, míg Ammistamru ellen felesége fel nem lázadt.